# 바르다르 지방

바르다르 지방의 위치

바르다르 지방(마케도니아어: Вардарски регион)은 북마케도니아를 구성하는 8개의 통계 지방 가운데 하나로 면적은 3,995km2, 인구는 153,272명(2014년 기준), 인구 밀도는 38명/km2이다. 북마케도니아 중부에 위치한다.
남쪽으로는 그리스와 국경을 접하며 남서쪽으로는 펠라고니아 지방, 서쪽으로는 남서부 지방, 북쪽으로는 스코페 지방, 동쪽으로는 동부 지방, 남동쪽으로는 남동부 지방과 접한다. 9개 지방 자치체(차슈카시, 데미르카피야시, 그라드스코시, 카바다르치시, 로조보시, 네고티노시, 로소만시, 스베티니콜레시, 벨레스시)가 이 지방에 속한다.

## 같이 보기
- 바르다르강